# SEAT Inca
Il SEAT Inca fu un furgone di taglia piccola disegnato e costruito in Spagna dalla SEAT e basato sulla SEAT Ibiza seconda serie, con cui condivideva base, meccanica e parte anteriore.

## Storia
È stato presentato nella primavera del 1995 al Salone dell'automobile di Barcellona. Sul mercato sostituiva il SEAT Terra, derivato dalla SEAT Marbella. Era disponibile in versione Van, per il trasporto di merci (con motore a benzina da 1.4 litri o due motori diesel da 1.9 litri) o in versione kombi, per il trasporto di persone con motorizzazione 1.6 e 1.9 diesel. I motori erano in grado di erogare potenze tra i 55 e i 75 CV.
Contemporaneamente la Volkswagen (a cui la SEAT fa capo) produceva un mezzo gemello, il Volkswagen Caddy, basato sulla Volkswagen Polo di terza generazione (dato che il Gruppo Volkswagen aveva deciso che la SEAT avrebbe dovuto avere caratteristiche più sportive), e l'Inca fu presto tolto di produzione in favore del Caddy. Nonostante questo, il Caddy veniva assemblato nelle stesse fabbriche in cui veniva costruito l'Inca, quando la produzione di quest'ultimo smise nel giugno 2003, senza un erede, rimanendo quindi l'ultimo veicolo commerciale prodotto dalla SEAT.
Sia il Caddy che l'Inca furono particolarmente apprezzati per la portata (625 kg), buona per la dimensione del veicolo, e di quasi 3 m3 come volume.